# Попов, Владимир Дмитриевич
Владимир Дмитриевич Попов (род. 7 сентября 1931, Муравьево, Северный край) — советский и российский учёный в области технологии и средств механизации сельского хозяйства, доктор технических наук (1998), профессор (2002), академик РАСХН (2005) и  РАН (2013). Заслуженный деятель науки Российской Федерации (2010).

## Биография
Родился 2 апреля 1949 года в деревне Муравьево Бабушкинского района Вологодской области.
С 1966 по 1971 год обучался в Вологодском молочном институте. С 1971 по 1972 год на практической работе в совхозе «Будогощь» Ленинградской области в качестве инженера-механика.
С 1973 по 1974 год на научной работе в Вологодском молочном институте в качестве младшего научного сотрудника. С 1974 по 1988 год на научно-исследовательской работе в Научно-исследовательском и проектно-технологическом институте механизации и электрификации сельского хозяйства: с 1974 по 1977 год  
— аспирант, с 1977 по 1978 год — старший инженер, с 1978 по 1980 год — старший научный сотрудник, с 1980 по 1988 год на партийной работе в парткоме этого научного института. С 1988 по 1994 год на научной работе в НПО «Нечерноземагромаш»: с 1988 по 1990 год — заведующий лаборатории и руководитель отдела, с 1990 по 1994 год — заместитель директора по научной работе этого объединения.
С 1994 года на научной работе в НИИ механизации и электрификации сельского хозяйства РАСХН (с 2014 года — Институт агроинженерных и экологических проблем сельскохозяйственного производства — филиал ВИМ): с 1994 по 2016 год — директор этого института, с 2016 года — научный руководитель этого института и главный научный сотрудник научно-исследовательской лаборатории технологий и технических средств производства кормов из трав, где занимается исследованиями в области вопросов методологии и методов научных исследований. С 2001 по 2012 год одновременно с научной занимался и педагогической работой в Санкт-Петербургском государственном аграрном университете в качестве заведующего кафедрой по основам НИОКР.

### Научно-педагогическая деятельность и вклад в науку
Основная научно-педагогическая деятельность В. Д. Попова была связана с вопросами в области технологии и средств механизации сельского хозяйства, занимался исследованиями в области методологии проектирования технологии и разработки комплексов сельскохозяйственных машин. В. Д. Попов является членом Президиума Санкт-Петербургского научного центра РАН, членом  Экспертного совета Высшей аттестационной комиссии при Министерстве науки и высшего образования Российской Федерации, членом Совета Северо-Западного научно-методического центра и членом Бюро Отделения механизации, электрификации и автоматизации РАСХН, членом Правления Ассоциации содействия полевым экспериментам и исследованиям (АСПЭИ). Являлся также — президентом Санкт-Петербургской ассоциации инженеров сельского хозяйства (СПА-ИСХ),  председателем Секции по Санкт-Петербургу Общества автомобильных инженеров (SAE International), является членом научно-редакционных советов журналов «Наука в центральной России» и «Известия Санкт-Петербургского государственного аграрного университета», являлся экспертом Российского научного фонда.
В  1978 году защитил кандидатскую диссертацию по теме: «Обоснование рациональной технологии и системы машин для заготовки кормов из трав в условиях Северо-Запада»,  в 1998 году защитил докторскую диссертацию на соискание учёной степени доктор технических наук. В 2002 году ему было присвоено учёное звание профессор. В 2003 году он был избран член-корреспондентом, а в 2005 году становится действительным членом РАСХН. В 2013 году был избран действительным членом РАН по СМЭА ОСХН. В. Д. Поповым было написано более ста восьмидесяти научных работ в том числе тридцать четыре  монографии и девять авторских свидетельств и патентов на изобретения.

## Основные труды
- Обоснование рациональной технологии и системы машин для заготовки кормов из трав в условиях Северо-Запада / ВАСХНИЛ. Отд-ние по нечернозем. зоне РСФСР. Н.-и. и проектно-технол. ин-т механизации и электрификации сел. хоз-ва нечернозёмной зоны РСФСР. — Л.; Пушкин, 1978. — 19 с.[8]
- Проектирование адаптивных технологий заготовки кормов из трав. — СПб., 1998. — 108 с.
- Технологическое и техническое обеспечение АПК Северо-Запада на основе зональной системы технологий и машин. — СПб., 2001. — 153 с.
- Машины и оборудование для АПК, выпускаемые в ассоциациях экономического воздействия субъектов РФ. — М.: Росинформагротех. — М., 2002. — 218 с.
- Система использования техники в сельскохозяйственном производстве: построение эффектив. машин. пр-ва продукции. — М.: Росинформагротех, 2003. — 519 с.
- Моделирование и оптимизация процессов и технологий заготовки кормов из трав в условиях Северо-Запада России / Сев.-Зап. НИИ механизации и электрификации сел. хоз-ва. — СПб., 2005. — 174 с.
- Опыт Ленинградской области по энергосбережению в сельскохозяйственном производстве. — М.: Росинформагротех, 2007. — 61 с.
- Модернизация АПК - механизмы взаимодействия государства, бизнеса и науки: междунар. агропром. конгр.: материалы для обсуждения. — СПб.: Ленэкспо, 2011. — 176 с.
- Способы и технологические процессы заготовки высококачественного сена в условиях повышенного увлажнения / Сев.-Зап. НИИ механизации и электрификации сел. хоз-ва. — СПб., 2012. — 71 с.
- Технологическая модернизация отраслей растениеводства АПК Северо-Западного федерального округа / Сев.-Зап. НИИ механизации и электрификации сел. хоз-ва. — СПб., 2014. — 287 с.
- Оптимизация транспортных потоков при уборке трав на силос // Вестник российской  сельскохозяйственной науки. — 2016. — № 3. — С. 12—14[1].

## Звания
- Заслуженный деятель науки Российской Федерации (2010 — «За заслуги в научной деятельности»)[9]